# Hebeloma fragilipes
Hebeloma fragilipes là một loài nấm ở Hymenogastraceae.